# BAN BAN BAN (アルバム)
『BAN BAN BAN』（バン・バン・バン）は、キャプテンストライダムのメジャー2枚目（通算3枚目）のアルバム。2007年3月7日にソニー・ミュージックアソシエイテッドレコーズより発売された。

## 解説
前作『108DREAMS』より約1年ぶりのリリース。本作について菊住守代司は「『キャプテンストライダムというバンドで作り上げたアルバム』という意識が強い。」「前作は『いかに歌を聴かせるか』をいちばんのテーマしていたけど、今回は演奏している時のビビッとくる感じを凄く信じて作った。」と語っている。
初回生産盤と通常盤の2形態で発売され、初回限定盤にはシングル3曲のミュージック・ビデオとライブ演奏10曲を収録したDVDが付属。
2007年3月18日にC.Cレモンホールにてワンマンライブ『BIG BAN』を開催し、アルバムツアー『TOUCH THE MUSIC TOUR』を開催。
ジャケット写真は浅川英郎によって撮影されたもので、加治彩也香が登場している。アルバム解説文はいとうせいこう。
コマーシャルにはダイノジが出演。

## 収録内容
| #         | タイトル                    | 作詞                                | 作曲                                | 編曲                                | 時間  |
| --------- | --------------------------- | ----------------------------------- | ----------------------------------- | ----------------------------------- | ----- |
| 1.        | 「クリーンタウン」          | キャプテンストライダム 久保田光太郎 | キャプテンストライダム 久保田光太郎 | キャプテンストライダム 久保田光太郎 | 3:47  |
| 2.        | 「ペラペラ」                | 永友聖也                            | 永友聖也                            | キャプテンストライダム 久保田光太郎 | 2:44  |
| 3.        | 「LONE STAR (album ver.)」  | 永友聖也 久保田光太郎               | 永友聖也 久保田光太郎               | キャプテンストライダム 久保田光太郎 | 3:43  |
| 4.        | 「ケムリマン」              | 永友聖也                            | 永友聖也                            | キャプテンストライダム 久保田光太郎 | 5:19  |
| 5.        | 「明日の真下 (album edit)」 | 久保田洋司                          | 永友聖也                            | キャプテンストライダム 久保田光太郎 | 3:35  |
| 6.        | 「風船ガム」                | 松本隆                              | 永友聖也                            | キャプテンストライダム 笹路正徳     | 4:16  |
| 7.        | 「アナグルマ」              | 永友聖也                            | 永友聖也                            | キャプテンストライダム 久保田光太郎 | 3:38  |
| 8.        | 「COME'ON COME'ON COME'ON」 | 永友聖也                            | 永友聖也                            | キャプテンストライダム 久保田光太郎 | 2:50  |
| 9.        | 「帰れやしないぜ」          | 永友聖也                            | 永友聖也                            | キャプテンストライダム 久保田光太郎 | 3:06  |
| 10.       | 「恋するフレミング」        | 永友聖也                            | 永友聖也                            | キャプテンストライダム 久保田光太郎 | 6:14  |
| 11.       | 「長い坂の昇る途中」        | キャプテンストライダム 久保田光太郎 | キャプテンストライダム 久保田光太郎 | キャプテンストライダム 久保田光太郎 | 5:28  |
| 合計時間: | 合計時間:                   | 合計時間:                           | 合計時間:                           | 合計時間:                           | 44:40 |

| #   | タイトル                                                                           | 作詞 | 作曲・編曲 | 監督     |
| --- | ---------------------------------------------------------------------------------- | ---- | ---------- | -------- |
| 1.  | 「犬の生活」(2006.9.23 EAGLE NIGHT テーマ・ソウルフル)                             |      |            |          |
| 2.  | 「フランクフルト」(2006.9.23 EAGLE NIGHT テーマ・ソウルフル)                       |      |            |          |
| 3.  | 「ブッコロリー」(2006.9.23 EAGLE NIGHT テーマ・ソウルフル)                         |      |            |          |
| 4.  | 「影の無い男」(2006.9.23 EAGLE NIGHT テーマ・ソウルフル)                           |      |            |          |
| 5.  | 「悲しみのシミかな」(2006.10.22 SHARK NIGHT テーマ・バンドロック)                  |      |            |          |
| 6.  | 「森はサンデー」(2006.10.22 SHARK NIGHT テーマ・バンドロック)                      |      |            |          |
| 7.  | 「明日の真下」(2006.10.22 SHARK NIGHT テーマ・バンドロック)                        |      |            |          |
| 8.  | 「恋するフレミング」(2006.10.22 SHARK NIGHT テーマ・バンドロック)                  |      |            |          |
| 9.  | 「キミトベ」(2006.9.23 PANTHER NIGHT テーマ・オーガニックグルーヴ)                 |      |            |          |
| 10. | 「マウンテン・ア・ゴーゴー」(2006.9.23 PANTHER NIGHT テーマ・オーガニックグルーヴ) |      |            |          |
| 11. | 「風船ガム」(ビデオ・クリップ)                                                     |      |            | 児玉裕一 |
| 12. | 「恋するフレミング」(ビデオ・クリップ)                                             |      |            | 長添雅嗣 |
| 13. | 「LONE STAR」(ビデオ・クリップ)                                                    |      |            | スミス   |

## 曲の解説
シングル曲の詳細は、各項目を参照。
1. クリーンタウン
久保田光太郎との共作ではあるものの、この楽曲とラストナンバー「長い坂の登る途中」は、初めてメンバー全員で作詞作曲を手がけた楽曲[注釈 1]。
「クリーンマン 無菌にされたい」というフレーズは、「『無菌（=純粋）に生きていければいいな』とは思っていても、結局みんな何かしらで汚れてしまっているから、そのまま這いつくばっていくしかない。無菌状態の人なんて何処にもいない」という皮肉が込められている[5]。
2. ペラペラ
歌詞は永友曰く「10分」で書かれたもの。なお、曲中には「BAN BAN BAN…」というコーラスが含まれているが、いくつかパターンが存在する[5]。
3. LONE STAR (album ver.)
7thシングルのアルバムバージョン。シングルバージョンとはイントロの入り方が異なる。
4. ケムリマン
永友が特撮ファンということで制作された楽曲。タイトルには「パイナポーマン」などの候補があったという。菊住守代司のお気に入りの一曲[6]。
ベスト・アルバム『ベストロリー』にも収録されている。
5. 明日の真下 (album edit)
6thシングル『恋するフレミング』カップリング曲のアルバムバージョン。
シングルのカップリング曲がアルバムバージョンで収録されたのは本作が初。
6. 風船ガム
5thシングル。
7. アナグルマ
モヤモヤとしたやり切れない気持ちを歌った楽曲[2]。歌詞のモチーフは、バンドとサークルの仲間でキャンプに行った際に、永友の友人の車が故障したというエピソード[5]。
8. COME'ON COME'ON COME'ON
レゲエのリズムなどを取り入れた楽曲[2]。
9. 帰れやしないぜ
歌詞は深夜帯に書かれたもので、なかなか歌詞が固まらず終電がなくなってしまったというエピソードに由来する[5]。
10. 恋するフレミング
6thシングル。
11. 長い坂の登る途中
曲名の「長い坂の」は、「『僕らは今、途中なんだ』という感じを出したい」という意図から。レコーディングやミキシングは本作で最後に行なわれた[5]。

## 演奏
- 永友聖也
  - Vocal & Electric Guitars
  - Chorus (#2.4.5.6.8.10)
- 梅田啓介
  - Electric Bass
  - Chorus (#2.4.5.8.9.10.11)
- 菊住守代司
  - Drums
  - Chorus (#1-5.8.9.10.11)
  - Tambourine (#6)
- 久保田光太郎
  - Electric Guitars (#1-5.7.8.10.11)
  - Chorus (#2.3.4.5.8.9.10.11)
  - Shekele (#2)
- 藤本純一
  - Piano, Organ (#4.11)
  - Electric Organ YC-20 (#9)
- TEAM CTSR：Soul Clap (#5.9)
- 笹路正徳：Keyboards (#6)
- 横山竜一：Electric Guitars (#6)
- 近藤和彦、竹野昌邦：Alto Sax (#6)
- 山本拓夫、吉田治：Tenor Sax (#6)
- 西村浩二、奥村晶：Trumpet (#6)
- 田邊晋一：Percussions (#8)
- 村田昭：Keyboards (#10)
- 本間将人：Alto Sax (#11)
- 中野勇介：Trumpet, Flugelhorn (#11)
- 五十嵐誠：Trombone (#11)

## ライブ映像作品
シングルについては各項目を参照
クリーンタウン
- LIVE IN SHIBUKO "BIG BAN BUZZ"

ペラペラ
- LIVE IN SHIBUKO "BIG BAN BUZZ"

ケムリマン
- LIVE IN SHIBUKO "BIG BAN BUZZ"

アナグルマ
- LIVE IN SHIBUKO "BIG BAN BUZZ"

COME'ON COME'ON COME'ON
- LIVE IN SHIBUKO "BIG BAN BUZZ"

帰れやしないぜ
- LIVE IN SHIBUKO "BIG BAN BUZZ"

長い坂の登る途中
- LIVE IN SHIBUKO "BIG BAN BUZZ"